# Nederlands kampioenschap schaken 1982
Het Nederlands Kampioenschap schaken 1982 vond plaats van 13 t/m 26 maart 1982 in Amsterdam en Drachten. Er deden twaalf schakers aan mee. Hans Ree won het toernooi.

## Geschiedenis
Jan Timman, die op dat moment tweede op de wereldranglijst stond, liet verstek gaan vanwege een te druk schema. Een andere kanshebber (Genna Sosonko) verbleef op Bali en was daarom ook niet in staat om mee te doen. Jan Hein Donner deed wel mee. Voor hem zou deze editie het laatste Nederlands kampioenschap schaken zijn waaraan hij meedeed.
Het was de eerste keer sinds 13 jaar dat het kampioenschap buiten Leeuwarden werd gehouden. Voor de dubbele locatie van het toernooi werd gekozen omdat Crest Hotels één van de sponsors was. De eerste zes rondes werden afgewerkt in het Crest Hotel in Buitenveldert, Amsterdam, terwijl de laatste vijf rondes in het Crest Hotel Drachten (tegenwoordig Van der Valk Hotel Drachten) plaatsvonden.
Hoofdsponsor van het toernooi was Audio Sonic Scisys, de importeur van de schaakcomputer Chess Challenger Mark V, op dat moment vermoedelijk de sterkste schaakcomputer die op de markt verkrijgbaar was. Andere sponsors van het toernooi waren Asconed en Crest Hotels.
Hans Ree werd voor de vierde maal zijn carrière Nederlands Kampioen Schaken. De laatste keer dat hem dat lukte was in 1971.

## Uitslag en kruistabel[4]
| #  | Naam                 | Score | 1  | 2  | 3  | 4  | 5  | 6  | 7  | 8  | 9  | 10 | 11 | 12 |
| -- | -------------------- | ----- | -- | -- | -- | -- | -- | -- | -- | -- | -- | -- | -- | -- |
| 1  | Hans Ree             | 8½    | -- | ½  | 1  | 1  | ½  | 1  | ½  | 1  | ½  | ½  | 1  | 1  |
| 2  | Paul van der Sterren | 7½    | ½  | -- | 0  | ½  | 1  | ½  | 1  | 1  | ½  | ½  | 1  | 1  |
| 3  | Gert Ligterink       | 7     | 0  | 1  | -- | ½  | ½  | 1  | ½  | ½  | 1  | ½  | ½  | 1  |
| 4  | John van der Wiel    | 6½    | 0  | ½  | ½  | -- | ½  | 1  | 1  | 0  | ½  | 1  | ½  | 1  |
| 5  | Peter Scheeren       | 6½    | ½  | 0  | ½  | ½  | -- | 0  | ½  | 1  | 1  | ½  | 1  | 1  |
| 6  | Kick Langeweg        | 5     | 0  | ½  | 0  | 0  | 1  | -- | 1  | ½  | ½  | 1  | 0  | ½  |
| 7  | Hans Böhm            | 5     | ½  | 0  | ½  | 0  | ½  | 0  | -- | 0  | 1  | ½  | 1  | 1  |
| 8  | Jan Hein Donner      | 4½    | 0  | 0  | ½  | 1  | 0  | ½  | 1  | -- | ½  | ½  | ½  | 0  |
| 9  | Rini Kuijf           | 4½    | ½  | ½  | 0  | ½  | 0  | ½  | 0  | ½  | -- | ½  | ½  | 1  |
| 10 | Rob Witt             | 4     | ½  | ½  | ½  | 0  | ½  | 0  | ½  | ½  | ½  | -- | ½  | 0  |
| 11 | Hans Kuijf           | 3½    | 0  | 0  | ½  | ½  | 0  | 1  | 0  | ½  | ½  | ½  | -- | 0  |
| 12 | Chris Baljon         | 3½    | 0  | 0  | 0  | 0  | 0  | ½  | 0  | 1  | 0  | 1  | 1  | -- |

1909 · 1912 · 1913 · 1919 · 1921 · 1924 · 1926 · 1929 · 1933 · 1936 · 1938 · 1939 · 1942 · 1948 · 1950 · 1952 · 1954 · 1955 · 1957 · 1958 · 1961 · 1963 · 1965 · 1967 · 1969 · 1970 · 1971 · 1972 · 1973 · 1974 · 1975 · 1976 · 1977 · 1978 · 1979 · 1980 · 1981 · 1982 · 1983 · 1984 · 1985 · 1986 · 1987 · 1988 · 1989 · 1990 · 1991 · 1992 · 1993 · 1994 · 1995 · 1996 · 1997 · 1998 · 1999 · 2000 · 2001 · 2002 · 2003 · 2004 · 2005 · 2006 · 2007 · 2008 · 2009 · 2010 · 2011 · 2012 · 2013 · 2014 · 2015 · 2016 · 2017 · 2018 · 2019 · 2021 · 2022 · 2023 · 2024